# Orientopus
Orientopus là một chi nhện trong họ Linyphiidae.